# Media Luna Roja Iraní
La Media Luna Roja Iraní (en persa: سازمان هلال احمر ایران) es una organización iraní sin ánimo de lucro miembro de la Cruz Roja internacional, que opera dentro de Irán y que también lleva a cabo obras humanitarias en otras zonas del mundo. En 1876, el estado otomano utilizó la bandera otomana la señal de la media luna en lugar de una cruz roja. Seguidamente, muchos otros países musulmanes utilizaron la media luna roja como el emblema de sus sociedades de ayuda humanitaria y salvamento. El gobierno de Irán hizo lo propio en 1980, sustituyendo al león y el sol rojo que se llevaba utilizando desde 1924.
De acuerdo a sus deberes en el ámbito internacional (comisión internacional de la Cruz Roja), la Media Luna Roja debe prestar ayuda en momentos de crisis como las producidas por seísmos, inundaciones, guerras etc. tanto dentro como fuera del país así como ayudar a evacuar a los heridos y víctimas por dichos acontecimientos (el último era el terremoto de Kermanshah de 2017) . La Media Luna Roja de la República Islámica de Irán tiene numerosas organizaciones que abarcan múltiples prestaciones de servicios como medicina, higiene, enseñanza y asistencia social. Desde el mismo día de su fundación esta sociedad se financia mayormente con aportaciones de la población, particulares y donaciones, y hasta la llegada de la república islámica pudo erigir más de 500 hospitales y ambulatorios que reunían 15.000 camas, abrir varios centros juveniles e infantiles, centros de educaciones, escuelas de enfermería, centros de fármacos, bancos de sangre y abrir rutas terrestres y aéreas para la prestación de ayuda humanitaria.

## Desde la revolución de 1979 hasta la fecha
Tras la victoria de la Revolución islámica en 1979, se produjeron cambios profundos en la estructura, identidad y cometidos de esta organización. El primer cambio drástico  de esta organización tras la revolución fue la de separar de la misma los centros médicos. Según lo aprobado por el gobierno de turno en marzo de 1979, se separaron todos los organismos médicos, en los que se incluyen los hospitales, ambulatorios independientes, centros de urgencias, centro penitenciarios, centros independientes de transfusión de sangre, escuelas de enfermería y de matrona, y centros médicos junto a varios parvularios. Todo ello se separó de la organización y se trasladó al Ministerio de sanidad, sin perder por ello la Media Luna Roja su titularidad. Esta medida conllevó cambios en la política general de la organización y la paralización de todas las actividades médicas y de apoyo. Asimismo, debido a medidas aprobadas posteriormente por el gobierno, los diversos centros de investigación y apoyo fueron traspasados al Ministerio de Sanidad y algunos de los medios de transporte aéreo y marítimo. Por ejemplo, los aviones de la Media Luna Roja fueron cedidos a otros organismos. Tras estos cambios, se aprobaron en 1980 (mientras la guerra entre Irán y Irak) los primeros estatutos de la Media Luna Roja. En enero de 1984, de acuerdo a un decreto aprobado por el Parlamento, el nombre de la organización pasó a ser Sociedad de la Media Luna Roja de la República Islámica de Irán. 

## Los principios de la Sociedad de la Media Luna Roja
Imparcialidad
La sociedad no tiene ninguna tendencia nacional, racial, ideológica, religiosa ni política. La sociedad se esfuerza en reparar daños y curar heridas teniendo en cuenta las necesidades de las personas así como en dar preferencia a asuntos de carácter vital.
Neutralidad
Con el fin de ganarse la confianza de todo el mundo, la Media Luna Roja no toma partido en ningún conflicto ni jamás participa en pugnas políticas, raciales, religiosas o ideológicas.
Independencia
La Media Luna Roja es independiente. Sus representantes locales, además de jugar un papel de ayuda humanitaria al servicio de los gobiernos de sus países, deben siempre mantener su independencia a fin de poder operar de acuerdo a los principios de la sociedad.
Servicio voluntario
Servir en la Media Luna Roja es voluntario, sin ser retribuido bajo ningún concepto.
Humanidad
La Sociedad Internacional de la Cruz Roja y la Media Luna Roja fueron creadas con la idea de prestar ayuda de manera imparcial a los heridos de guerra. Mediante el apoyo tanto nacional como internacional, esta organización trabaja por cicatrizar y evitar heridas en cualquier parte del mundo. El objetivo de la Media Luna Roja es el de proteger la vida y la salud de los seres humanos y preservar su honor. La Media Luna Roja promueve el entendimiento mutuo, la amistad, la cooperación y la paz duradera entre las naciones.
Unidad
En un país solo puede existir una Cruz Roja o una Media Luna Roja. Esta sociedad es para uso general. Esta sociedad debe llevar a cabo en su tierra las labores humanitarias.
Universalidad
Todas las sociedades son iguales en el movimiento internacional formado por la Cruz Roja y la Media Luna Roja y ambas tienen las mismas responsabilidades y deberes en ayudarse la una a la otra.

## Organismos adscritos y filiales
- Organización de ayuda y salvamento
- Organización del Medicamento y Sanación Helal de Irán
- Sociedad de Voluntarios
- Organización de Suministros Médicos
- Centro Médico de Peregrinación
- Vicepresidente de Enseñanza, Investigación y Tecnología
- Compañía Textil Helal
- Sociedad Juvenil Media Luna Roja